# Rybnaya Inlet
Die Rybnaya Inlet (englisch; russisch Бухта Рыбная Buchta Rybnaja, deutsch ‚Fisch-Bucht‘) ist eine Bucht an der Ingrid-Christensen-Küste des ostantarktischen Prinzessin-Elisabeth-Lands. Sie liegt im Nordosten der Langnes-Halbinsel im Gebiet der Vestfoldberge.
Norwegische Kartographen kartierten sie 1946 anhand von Luftaufnahmen der Lars-Christensen-Expedition 1936/37. Weitere Luftaufnahmen entstanden bei der US-amerikanischen Operation Highjump (1946–1947), durch Wissenschaftler einer sowjetischen Antarktisexpedition im Jahr 1956, die sie auch benannten, und bei den Australian National Antarctic Research Expeditions in den Jahren 1957 und 1958. Das Antarctic Names Committee of Australia übertrug die russische Benennung 1973 in einer transkribierten Teilübersetzung ins Englische.